# Steeneichthys plesiopsus
Steeneichthys plesiopsus es una especie de peces de la familia Plesiopidae en el orden de los Perciformes.

## Distribución geográfica
Se encuentra en Australia (Australia Occidental), Papúa Nueva Guinea, Fiyi y Tonga.